# Jacques Côté (écrivain)
Pour les articles homonymes, voir Jacques Côté.
Jacques Côté, né en 1961 à Lévis au Québec, est un romancier et essayiste québécois,.

## Biographie
Jaques Coté est un romancier et essayiste. Ayant déjà été chargé de cours à l'Université Laval en lettres québécoises, il enseigne à présent la littérature au Cégep de Sainte-Foy,.
En plus de signer des nouvelles dans divers articles et journaux, il publie plusieurs romans dont Nébulosité croissante en fin de journée (VLB, 1988), Les amitiés inachevées (Éditions Québec Amérique, 1994), Le rouge idéal (Alire, 2002), Le chemin des brumes (Alire, 2008), Où le soleil s'éteint (Alire, 2017) ainsi que Autopsie d'un crime imparfait (Éditions de l'Homme, 2020),,,,,.
Comme essayiste, il fait paraître Salut l'indépendance! : écrits sociopolitiques (Éditions du Québécois, 2006), L'ADQ, le bêtisier! (Éditions du Québécois, 2008) ainsi que Crimes à la pièce : nouvelles policières, articles et essais (Éditions Leméac, 2021),.
Jacques Côté est également l'auteur de la biographie Wilfrid Derome, expert en homicides (Éditions Boréal, 2003) qui se mérite le Grand Prix La Presse de la biographie,. Ce récit autobiographique fait connaître le travail du Docteur Derome, pionnier des sciences judiciaires et de la médecine légale en Amérique.
Récipiendaire du Prix Arthur-Ellis du meilleur roman policier canadien pour son livre Le Rouge idéal (Alire, 2002), il reçoit également le Prix Saint-Pacôme du meilleur roman policier québécois pour La Rive noire (Alire, 2005) ainsi que Le Prix de création littéraire de la ville de Québec pour Le chemin des brumes (Alire, 2008),.
Actif sur la scène littéraire québécoise, Jacques Côté participe également à des Salons du livre au Québec et en Europe. Il est aussi conférencier invité de l'École de criminologie de Montréal, de la Société médicale de Québec et du Laboratoire de sciences judiciaires et de médecine légale de Montréal, de la Sûreté du Québec à Montréal, de l'Association des chirurgiens du Québec, des pathologistes en chef du Canada, mais aussi de plusieurs écoles et bibliothèques autant au Québec qu'à l'étranger dont l'Université de Stockholm et du Lycée Franska scolan.

## Œuvres

### Romans
- Les Montagnes russes, Montréal, VLB, 1988, 225 p. (ISBN 2890053164)
- Les Tours de Londres, Montréal, VLB, 1991, 121 p. (ISBN 2890054713)
- Les amitiés inachevées, Montréal, Éditions Québec Amérique, 1994, 214 p. (ISBN 2-89037-749-0)
- Nébulosité croissante en fin de journée, Québec, Alire, 2000, 364 p. (ISBN 2922145395, 9782896153541 et 9782896156344)
- Le rouge idéal, Québec, Alire, 2002, 429 p. (ISBN 2-922145-56-5)
- La rive noire, Québec, Alire, 2005, 365 p. (ISBN 2-89615-005-6)
- Le chemin des brumes, Québec, Alire, 2008, 367 p. (ISBN 9782896150274, 9782896157136 et 9782896154333)
- Les cahiers noirs de l'aliéniste, Québec, Alire, 2010-2013, trilogie (Dans le quartier des agités (vol. 1), Le sang des prairies (vol 2.), Et à l'heure de votre mort (vol 3.). (ISBN 9782896150601, 9782896150632 et 9782896151004)
- Où le soleil s'éteint, Québec, Alire, 2017, 366 p. (ISBN 9782896151479)
- Autopsie d'un crime imparfait : 22/10/80, l'assassinat de France Lachapelle, Montréal, Les Éditions de l'Homme, 2020, 246 p. (ISBN 9782761955119)
- De guerre froide, Montréal, Somme toute, 2023, 149 p.  (ISBN 9782897944216)
- Requiem américain, tome 1, Montréal, Flammarion Québec, 2023, 317 p.  (ISBN 9782898110962)
- Requiem américain, tome 2 : au nom du frère, Montréal, Flammarion Québec, 2024, 293 p.  (ISBN 9782898111914)

### Essais
- Salut l'indépendance! : écrits sociopolitiques, Québec, Éditions du Québécois, 2006, 158 p. (ISBN 2-923365-07-0)
- L'ADQ, le bêtisier!, Québec, Éditions du Québécois, 2008, 118 p. (ISBN 978-2-923365-27-5)
- Crimes à la pièce : nouvelles policières, articles et essais, Montréal, Éditions Leméac, 2021, 233 p. (ISBN 9782760948693)

### Récit
- Wilfrid Derome, expert en homicides : récit biographique, Montréal, Éditions Boréal, 2003, 446 p. (ISBN 2-7646-0260-X et 9782764602607)

## Prix et honneurs
- 2002 : Récipiendaire : Grand Prix La Presse (pour Wilfrid Derome, expert en homicides)[11]
- 2003 : Récipiendaire : Prix Arthur-Ellis (pour Le Rouge idéal)[13]
- 2006 : Récipiendaire : Prix Saint-Pacôme (pour La Rive noire)[14]
- 2009 : Récipiendaire : Prix littéraire de la Ville de Québec - SILQ (pour Le chemin des brumes)[15]
- 2009 : Récipiendaire : Prix Arthur-Ellis (pour Le chemin des brumes)[16]
- 2011 : Récipiendaire : Prix Arthur-Ellis (pour Dans le quartier des agités)[16]